# Beachhandball-Weltmeisterschaft der Männer 2018
Die 8. Beachhandball-Weltmeisterschaft der Männer 2018 wurde vom 24. bis 29. Juli 2018 in Kasan, Russland abgehalten. Parallel wurde auch der Titelträger bei den Frauen ermittelt.
Brasilien konnte im Finale Kroatien besiegen. Es war die dritte Finalpaarung der beiden Mannschaften in Folge.

## Qualifikation
| Qualifikation                                | Startplätze | Nationen                                         |
| -------------------------------------------- | ----------- | ------------------------------------------------ |
| Gastgeber                                    | 1           | Russland                                         |
| Titelverteidiger                             | 1           | Kroatien                                         |
| Beachhandball-Asienmeisterschaften 2017      | 4           | Katar Oman Iran Vietnam                          |
| Beachhandball-Europameisterschaften 2017     | 3           | Spanien Ungarn Schweden                          |
| Beachhandball-Ozeanienmeisterschaften 2017   | 1           | Australien                                       |
| Beachhandball-Panamerikameisterschaften 2017 | 4           | Argentinien Brasilien Vereinigte Staaten Uruguay |
| Ersatzstarter für Afrika                     | 1           | Dänemark                                         |
| Wildcard                                     | 1           | Neuseeland                                       |

## Auslosung
Die Gruppen wurden am 15. Mai 2018 in Kasan ausgelost.
Lostöpfe
Die Zusammensetzung der Lostöpfe wurde am 14. Mai 2018 bekannt gegeben.
| Topf 1                           | Topf 2                    | Topf 3                                        | Topf 4                                   |
| -------------------------------- | ------------------------- | --------------------------------------------- | ---------------------------------------- |
| Kroatien Brasilien Katar Spanien | Russland Ungarn Oman Iran | Uruguay Vietnam Vereinigte Staaten Australien | Schweden Dänemark Argentinien Neuseeland |

Alle Zeiten beziehen sich auf die lokale Urzeit (UTC+3).

## Reglement
Die Platzierungen der Mannschaften in den jeweiligen Gruppen erfolgt in der Reihenfolge:
1. mehr erzielte Satzpunkte
2. Anzahl der erzielten Satzpunkte im direkten Vergleich
3. Anzahl der gewonnenen Sätze im direkten Vergleich
4. Anzahl der erzielten Trefferpunkte im direkten Vergleich
5. generelle Satzdifferenz
6. generell erzielte Punkte
7. Losentscheid

## Vorrunde

### Gruppe A
| Platz | Team        | G | V | Pu | S+ | S- | SQ    | Pu+ | Pu- |
| ----- | ----------- | - | - | -- | -- | -- | ----- | --- | --- |
| 1     | Kroatien    | 3 | 0 | 6  | 6  | 1  | 6,000 | 144 | 119 |
| 2     | Uruguay     | 1 | 2 | 2  | 4  | 5  | 0,800 | 121 | 116 |
| 3     | Iran        | 1 | 2 | 2  | 3  | 5  | 0,600 | 101 | 109 |
| 4     | Argentinien | 1 | 2 | 2  | 3  | 5  | 0,600 | 092 | 114 |

| 24. Juli 2018 09:50 Uhr | Kroatien                      | 2 : 1 n. So. | Uruguay | Beach Sports Complex, Kasan Schiedsrichter: Michail Mertinian, Evangelos Syrepisios |
| 24. Juli 2018 09:50 Uhr | (22 : 17), (20 : 23), (7 : 6) |              |         | Beach Sports Complex, Kasan Schiedsrichter: Michail Mertinian, Evangelos Syrepisios |
| 24. Juli 2018 09:50 Uhr | Spielbericht                  |              |         | Beach Sports Complex, Kasan Schiedsrichter: Michail Mertinian, Evangelos Syrepisios |

| 24. Juli 2018 10:40 Uhr | Iran                         | 1 : 2 n. So. | Argentinien | Beach Sports Complex, Kasan Schiedsrichter: Cao Hongjun, Xu Jian |
| 24. Juli 2018 10:40 Uhr | (13 : 10), (8 : 12), (4 : 6) |              |             | Beach Sports Complex, Kasan Schiedsrichter: Cao Hongjun, Xu Jian |
| 24. Juli 2018 10:40 Uhr | Spielbericht                 |              |             | Beach Sports Complex, Kasan Schiedsrichter: Cao Hongjun, Xu Jian |

| 24. Juli 2018 14:50 Uhr | Uruguay                       | 1 : 2 n. So. | Iran | Beach Sports Complex, Kasan Schiedsrichter: Dávid Palkovits, Gabor Szilvási |
| 24. Juli 2018 14:50 Uhr | (16 : 15), (14 : 15), (5 : 6) |              |      | Beach Sports Complex, Kasan Schiedsrichter: Dávid Palkovits, Gabor Szilvási |
| 24. Juli 2018 14:50 Uhr | Spielbericht                  |              |      | Beach Sports Complex, Kasan Schiedsrichter: Dávid Palkovits, Gabor Szilvási |

| 24. Juli 2018 15:40 Uhr | Argentinien          | 0 : 2 | Kroatien | Beach Sports Complex, Kasan Schiedsrichter: Khaled Al-Heel, Ali Al-Yazeedi |
| 24. Juli 2018 15:40 Uhr | (18 : 26), (16 : 24) |       |          | Beach Sports Complex, Kasan Schiedsrichter: Khaled Al-Heel, Ali Al-Yazeedi |
| 24. Juli 2018 15:40 Uhr | Spielbericht         |       |          | Beach Sports Complex, Kasan Schiedsrichter: Khaled Al-Heel, Ali Al-Yazeedi |

| 25. Juli 2018 11:10 Uhr | Kroatien             | 2 : 0 | Iran | Beach Sports Complex, Kasan Schiedsrichter: Laura Buchón-Perea, Patricia del Valle-Encuentra |
| 25. Juli 2018 11:10 Uhr | (23 : 22), (22 : 17) |       |      | Beach Sports Complex, Kasan Schiedsrichter: Laura Buchón-Perea, Patricia del Valle-Encuentra |
| 25. Juli 2018 11:10 Uhr | Spielbericht         |       |      | Beach Sports Complex, Kasan Schiedsrichter: Laura Buchón-Perea, Patricia del Valle-Encuentra |

| 25. Juli 2018 11:10 Uhr | Uruguay                      | 2 : 1 n. So. | Argentinien | Beach Sports Complex, Kasan Schiedsrichter: Mohammed Drissi, Mohammed Ben Salah |
| 25. Juli 2018 11:10 Uhr | (16 : 19), (15 : 5), (8 : 6) |              |             | Beach Sports Complex, Kasan Schiedsrichter: Mohammed Drissi, Mohammed Ben Salah |
| 25. Juli 2018 11:10 Uhr | Spielbericht                 |              |             | Beach Sports Complex, Kasan Schiedsrichter: Mohammed Drissi, Mohammed Ben Salah |

### Gruppe B
| Platz | Team       | G | V | Pu | S+ | S- | SQ    | Pu+ | Pu- |
| ----- | ---------- | - | - | -- | -- | -- | ----- | --- | --- |
| 1     | Spanien    | 3 | 0 | 6  | 6  | 1  | 6,000 | 133 | 093 |
| 2     | Ungarn     | 2 | 1 | 4  | 5  | 2  | 2,500 | 140 | 106 |
| 3     | Vietnam    | 1 | 2 | 2  | 2  | 5  | 0,400 | 092 | 119 |
| 4     | Neuseeland | 0 | 3 | 0  | 1  | 6  | 0,167 | 082 | 129 |

| 24. Juli 2018 09:50 Uhr | Spanien             | 2 : 0 | Vietnam | Beach Sports Complex, Kasan Schiedsrichter: Mohammed Drissi, Mohammed Ben Salah |
| 24. Juli 2018 09:50 Uhr | (23 : 9), (15 : 10) |       |         | Beach Sports Complex, Kasan Schiedsrichter: Mohammed Drissi, Mohammed Ben Salah |
| 24. Juli 2018 09:50 Uhr | Spielbericht        |       |         | Beach Sports Complex, Kasan Schiedsrichter: Mohammed Drissi, Mohammed Ben Salah |

| 24. Juli 2018 11:30 Uhr | Ungarn               | 2 : 0 | Neuseeland | Beach Sports Complex, Kasan Schiedsrichter: Wanderson Oliveira, Fabiano Carvalho |
| 24. Juli 2018 11:30 Uhr | (19 : 12), (24 : 12) |       |            | Beach Sports Complex, Kasan Schiedsrichter: Wanderson Oliveira, Fabiano Carvalho |
| 24. Juli 2018 11:30 Uhr | Spielbericht         |       |            | Beach Sports Complex, Kasan Schiedsrichter: Wanderson Oliveira, Fabiano Carvalho |

| 24. Juli 2018 15:40 Uhr | Vietnam              | 0 : 2 | Ungarn | Beach Sports Complex, Kasan Schiedsrichter: Pablo Martínez, Luiz Monico (URY) |
| 24. Juli 2018 15:40 Uhr | (16 : 20), (17 : 25) |       |        | Beach Sports Complex, Kasan Schiedsrichter: Pablo Martínez, Luiz Monico (URY) |
| 24. Juli 2018 15:40 Uhr | Spielbericht         |       |        | Beach Sports Complex, Kasan Schiedsrichter: Pablo Martínez, Luiz Monico (URY) |

| 24. Juli 2018 16:30 Uhr | Neuseeland           | 0 : 2 | Spanien | Beach Sports Complex, Kasan Schiedsrichter: Ana Carina Barbosa, Nadia Machado |
| 24. Juli 2018 16:30 Uhr | (10 : 24), (12 : 22) |       |         | Beach Sports Complex, Kasan Schiedsrichter: Ana Carina Barbosa, Nadia Machado |
| 24. Juli 2018 16:30 Uhr | Spielbericht         |       |         | Beach Sports Complex, Kasan Schiedsrichter: Ana Carina Barbosa, Nadia Machado |

| 25. Juli 2018 09:30 Uhr | Spanien                         | 2 : 1 n. So. | Ungarn | Beach Sports Complex, Kasan Schiedsrichter: Michail Mertinian, Evangelos Syrepisios |
| 25. Juli 2018 09:30 Uhr | (19 : 18), (16 : 22), (14 : 12) |              |        | Beach Sports Complex, Kasan Schiedsrichter: Michail Mertinian, Evangelos Syrepisios |
| 25. Juli 2018 09:30 Uhr | Spielbericht                    |              |        | Beach Sports Complex, Kasan Schiedsrichter: Michail Mertinian, Evangelos Syrepisios |

| 25. Juli 2018 09:30 Uhr | Vietnam                       | 2 : 1 n. So. | Neuseeland | Beach Sports Complex, Kasan Schiedsrichter: Dávid Palkovits, Gabor Szilvási |
| 25. Juli 2018 09:30 Uhr | (18 : 14), (16 : 17), (6 : 5) |              |            | Beach Sports Complex, Kasan Schiedsrichter: Dávid Palkovits, Gabor Szilvási |
| 25. Juli 2018 09:30 Uhr | Spielbericht                  |              |            | Beach Sports Complex, Kasan Schiedsrichter: Dávid Palkovits, Gabor Szilvási |

### Gruppe C
| Platz | Team       | G | V | Pu | S+ | S- | SQ    | Pu+ | Pu- |
| ----- | ---------- | - | - | -- | -- | -- | ----- | --- | --- |
| 1     | Katar      | 2 | 1 | 4  | 5  | 2  | 2,500 | 135 | 102 |
| 2     | Dänemark   | 2 | 1 | 4  | 4  | 2  | 2,000 | 095 | 087 |
| 3     | Oman       | 2 | 1 | 4  | 4  | 4  | 1,000 | 100 | 107 |
| 4     | Australien | 0 | 3 | 0  | 1  | 6  | 0,167 | 076 | 110 |

| 24. Juli 2018 09:00 Uhr | Oman                | 0 : 2 | Dänemark | Beach Sports Complex, Kasan Schiedsrichter: Dávid Palkovits, Gabor Szilvási |
| 24. Juli 2018 09:00 Uhr | (6 : 13), (11 : 12) |       |          | Beach Sports Complex, Kasan Schiedsrichter: Dávid Palkovits, Gabor Szilvási |
| 24. Juli 2018 09:00 Uhr | Spielbericht        |       |          | Beach Sports Complex, Kasan Schiedsrichter: Dávid Palkovits, Gabor Szilvási |

| 24. Juli 2018 09:00 Uhr | Katar               | 2 : 0 | Australien | Beach Sports Complex, Kasan Schiedsrichter: Mohammed Drissi, Mohammed Ben Salah |
| 24. Juli 2018 09:00 Uhr | (21 : 10), (21 : 7) |       |            | Beach Sports Complex, Kasan Schiedsrichter: Mohammed Drissi, Mohammed Ben Salah |
| 24. Juli 2018 09:00 Uhr | Spielbericht        |       |            | Beach Sports Complex, Kasan Schiedsrichter: Mohammed Drissi, Mohammed Ben Salah |

| 24. Juli 2018 14:00 Uhr | Dänemark             | 0 : 2 | Katar | Beach Sports Complex, Kasan Schiedsrichter: Michail Mertinian, Evangelos Syrepisios |
| 24. Juli 2018 14:00 Uhr | (15 : 18), (20 : 22) |       |       | Beach Sports Complex, Kasan Schiedsrichter: Michail Mertinian, Evangelos Syrepisios |
| 24. Juli 2018 14:00 Uhr | Spielbericht         |       |       | Beach Sports Complex, Kasan Schiedsrichter: Michail Mertinian, Evangelos Syrepisios |

| 24. Juli 2018 14:00 Uhr | Australien                  | 1 : 2 n. So. | Oman | Beach Sports Complex, Kasan Schiedsrichter: Laura Buchón-Perea, Patricia del Valle-Encuentra |
| 24. Juli 2018 14:00 Uhr | (8 : 16), (15 : 8), (6 : 9) |              |      | Beach Sports Complex, Kasan Schiedsrichter: Laura Buchón-Perea, Patricia del Valle-Encuentra |
| 24. Juli 2018 14:00 Uhr | Spielbericht                |              |      | Beach Sports Complex, Kasan Schiedsrichter: Laura Buchón-Perea, Patricia del Valle-Encuentra |

| 25. Juli 2018 15:00 Uhr | Katar                           | 1 : 2 n. So. | Oman | Beach Sports Complex, Kasan Schiedsrichter: Wanderson Oliveira, Fabiano Carvalho |
| 25. Juli 2018 15:00 Uhr | (18 : 20), (21 : 15), (14 : 15) |              |      | Beach Sports Complex, Kasan Schiedsrichter: Wanderson Oliveira, Fabiano Carvalho |
| 25. Juli 2018 15:00 Uhr | Spielbericht                    |              |      | Beach Sports Complex, Kasan Schiedsrichter: Wanderson Oliveira, Fabiano Carvalho |

| 25. Juli 2018 15:00 Uhr | Australien           | 0 : 2 | Dänemark | Beach Sports Complex, Kasan Schiedsrichter: Mohammed Drissi, Mohammed Ben Salah |
| 25. Juli 2018 15:00 Uhr | (18 : 19), (12 : 16) |       |          | Beach Sports Complex, Kasan Schiedsrichter: Mohammed Drissi, Mohammed Ben Salah |
| 25. Juli 2018 15:00 Uhr | Spielbericht         |       |          | Beach Sports Complex, Kasan Schiedsrichter: Mohammed Drissi, Mohammed Ben Salah |

### Gruppe D
| Platz | Team               | G | V | Pu | S+ | S- | SQ    | Pu+ | Pu- |
| ----- | ------------------ | - | - | -- | -- | -- | ----- | --- | --- |
| 1     | Schweden           | 3 | 0 | 6  | 6  | 3  | 2,000 | 141 | 131 |
| 2     | Russland           | 2 | 1 | 4  | 5  | 3  | 1,667 | 139 | 134 |
| 3     | Brasilien          | 1 | 2 | 2  | 3  | 4  | 0,750 | 124 | 109 |
| 4     | Vereinigte Staaten | 0 | 3 | 0  | 2  | 6  | 0,333 | 130 | 160 |

| 24. Juli 2018 11:30 Uhr | Russland                      | 1 : 2 n. So. | Schweden | Beach Sports Complex, Kasan Schiedsrichter: Pablo Martínez, Luiz Monico (URY) |
| 24. Juli 2018 11:30 Uhr | (20 : 13), (18 : 23), (6 : 9) |              |          | Beach Sports Complex, Kasan Schiedsrichter: Pablo Martínez, Luiz Monico (URY) |
| 24. Juli 2018 11:30 Uhr | Spielbericht                  |              |          | Beach Sports Complex, Kasan Schiedsrichter: Pablo Martínez, Luiz Monico (URY) |

| 24. Juli 2018 11:30 Uhr | Brasilien            | 2 : 0 | Vereinigte Staaten | Beach Sports Complex, Kasan Schiedsrichter: Mohammed Drissi, Mohammed Ben Salah |
| 24. Juli 2018 11:30 Uhr | (23 : 10), (26 : 19) |       |                    | Beach Sports Complex, Kasan Schiedsrichter: Mohammed Drissi, Mohammed Ben Salah |
| 24. Juli 2018 11:30 Uhr | Spielbericht         |       |                    | Beach Sports Complex, Kasan Schiedsrichter: Mohammed Drissi, Mohammed Ben Salah |

| 24. Juli 2018 16:30 Uhr | Schweden                        | 2 : 1 n. So. | Brasilien | Beach Sports Complex, Kasan Schiedsrichter: Cao Hongjun, Xu Jian |
| 24. Juli 2018 16:30 Uhr | (18 : 16), (13 : 16), (12 : 10) |              |           | Beach Sports Complex, Kasan Schiedsrichter: Cao Hongjun, Xu Jian |
| 24. Juli 2018 16:30 Uhr | Spielbericht                    |              |           | Beach Sports Complex, Kasan Schiedsrichter: Cao Hongjun, Xu Jian |

| 24. Juli 2018 19:30 Uhr | Vereinigte Staaten            | 1 : 2 n. So. | Russland | Beach Sports Complex, Kasan Schiedsrichter: Michail Mertinian, Evangelos Syrepisios |
| 24. Juli 2018 19:30 Uhr | (20 : 23), (28 : 26), (8 : 9) |              |          | Beach Sports Complex, Kasan Schiedsrichter: Michail Mertinian, Evangelos Syrepisios |
| 24. Juli 2018 19:30 Uhr | Spielbericht                  |              |          | Beach Sports Complex, Kasan Schiedsrichter: Michail Mertinian, Evangelos Syrepisios |

| 25. Juli 2018 16:40 Uhr | Brasilien            | 0 : 2 | Russland | Beach Sports Complex, Kasan Schiedsrichter: Dávid Palkovits, Gabor Szilvási |
| 25. Juli 2018 16:40 Uhr | (13 : 16), (20 : 21) |       |          | Beach Sports Complex, Kasan Schiedsrichter: Dávid Palkovits, Gabor Szilvási |
| 25. Juli 2018 16:40 Uhr | Spielbericht         |       |          | Beach Sports Complex, Kasan Schiedsrichter: Dávid Palkovits, Gabor Szilvási |

| 25. Juli 2018 16:40 Uhr | Vereinigte Staaten            | 1 : 2 n. So. | Schweden | Beach Sports Complex, Kasan Schiedsrichter: Khaled Al-Heel, Ali Al-Yazeedi |
| 25. Juli 2018 16:40 Uhr | (16 : 24), (21 : 20), (8 : 9) |              |          | Beach Sports Complex, Kasan Schiedsrichter: Khaled Al-Heel, Ali Al-Yazeedi |
| 25. Juli 2018 16:40 Uhr | Spielbericht                  |              |          | Beach Sports Complex, Kasan Schiedsrichter: Khaled Al-Heel, Ali Al-Yazeedi |

## Trostrunde
| Platz | Team               | G | V | Pu | S+ | S- | SQ    | Pu+ | Pu- |
| ----- | ------------------ | - | - | -- | -- | -- | ----- | --- | --- |
| 1     | Vereinigte Staaten | 3 | 0 | 6  | 6  | 0  | 6,000 | 131 | 118 |
| 2     | Australien         | 2 | 1 | 4  | 4  | 2  | 2,000 | 122 | 113 |
| 3     | Argentinien        | 1 | 2 | 2  | 2  | 4  | 0,500 | 104 | 111 |
| 4     | Neuseeland         | 0 | 3 | 0  | 0  | 6  | 0,000 | 103 | 118 |

| 26. Juli 2018 09:00 Uhr | Argentinien          | 0 : 2 | Australien | Beach Sports Complex, Kasan Schiedsrichter: Laura Buchón-Perea, Patricia del Valle-Encuentra |
| 26. Juli 2018 09:00 Uhr | (17 : 20), (12 : 15) |       |            | Beach Sports Complex, Kasan Schiedsrichter: Laura Buchón-Perea, Patricia del Valle-Encuentra |
| 26. Juli 2018 09:00 Uhr | Spielbericht         |       |            | Beach Sports Complex, Kasan Schiedsrichter: Laura Buchón-Perea, Patricia del Valle-Encuentra |

| 26. Juli 2018 09:00 Uhr | Neuseeland           | 0 : 2 | Vereinigte Staaten | Beach Sports Complex, Kasan Schiedsrichter: Michail Mertinian, Evangelos Syrepisios |
| 26. Juli 2018 09:00 Uhr | (18 : 20), (16 : 20) |       |                    | Beach Sports Complex, Kasan Schiedsrichter: Michail Mertinian, Evangelos Syrepisios |
| 26. Juli 2018 09:00 Uhr | Spielbericht         |       |                    | Beach Sports Complex, Kasan Schiedsrichter: Michail Mertinian, Evangelos Syrepisios |

| 26. Juli 2018 14:00 Uhr | Vereinigte Staaten   | 2 : 0 | Argentinien | Beach Sports Complex, Kasan Schiedsrichter: Ana Carina Barbosa, Nadia Machado |
| 26. Juli 2018 14:00 Uhr | (19 : 16), (22 : 20) |       |             | Beach Sports Complex, Kasan Schiedsrichter: Ana Carina Barbosa, Nadia Machado |
| 26. Juli 2018 14:00 Uhr | Spielbericht         |       |             | Beach Sports Complex, Kasan Schiedsrichter: Ana Carina Barbosa, Nadia Machado |

| 26. Juli 2018 14:00 Uhr | Australien           | 2 : 0 | Neuseeland | Beach Sports Complex, Kasan Schiedsrichter: Cao Hongjun, Xu Jian |
| 26. Juli 2018 14:00 Uhr | (17 : 16), (22 : 18) |       |            | Beach Sports Complex, Kasan Schiedsrichter: Cao Hongjun, Xu Jian |
| 26. Juli 2018 14:00 Uhr | Spielbericht         |       |            | Beach Sports Complex, Kasan Schiedsrichter: Cao Hongjun, Xu Jian |

| 27. Juli 2018 09:00 Uhr | Argentinien          | 2 : 0 | Neuseeland | Beach Sports Complex, Kasan Schiedsrichter: Ana Carina Barbosa, Nadia Machado |
| 27. Juli 2018 09:00 Uhr | (20 : 17), (19 : 18) |       |            | Beach Sports Complex, Kasan Schiedsrichter: Ana Carina Barbosa, Nadia Machado |
| 27. Juli 2018 09:00 Uhr | Spielbericht         |       |            | Beach Sports Complex, Kasan Schiedsrichter: Ana Carina Barbosa, Nadia Machado |

| 27. Juli 2018 09:00 Uhr | Australien           | 0 : 2 | Vereinigte Staaten | Beach Sports Complex, Kasan Schiedsrichter: Cao Hongjun, Xu Jian |
| 27. Juli 2018 09:00 Uhr | (26 : 27), (22 : 23) |       |                    | Beach Sports Complex, Kasan Schiedsrichter: Cao Hongjun, Xu Jian |
| 27. Juli 2018 09:00 Uhr | Spielbericht         |       |                    | Beach Sports Complex, Kasan Schiedsrichter: Cao Hongjun, Xu Jian |

## Hauptrunde
Punkte aus Spielen gegen Mannschaften in den jeweiligen Gruppen aus der Vorrunde wurden mitgenommen, die Spiele nicht noch einmal gespielt.

### Gruppe I
| Platz | Team     | G | V | Pu | S+ | S- | SQ    | Pu+ | Pu- |
| ----- | -------- | - | - | -- | -- | -- | ----- | --- | --- |
| 1     | Kroatien | 5 | 0 | 10 | 10 | 02 | 5,000 | 236 | 216 |
| 2     | Spanien  | 4 | 1 | 08 | 09 | 03 | 3,000 | 220 | 170 |
| 3     | Ungarn   | 3 | 2 | 06 | 07 | 06 | 1,167 | 232 | 201 |
| 4     | Iran     | 2 | 3 | 04 | 05 | 07 | 0,714 | 162 | 191 |
| 5     | Uruguay  | 1 | 4 | 02 | 05 | 08 | 0,625 | 183 | 204 |
| 6     | Vietnam  | 0 | 5 | 0  | 0  | 10 | 0,000 | 143 | 194 |

| 26. Juli 2018 09:50 Uhr | Kroatien             | 2 : 0 | Vietnam | Beach Sports Complex, Kasan Schiedsrichter: Cao Hongjun, Xu Jian |
| 26. Juli 2018 09:50 Uhr | (23 : 20), (21 : 18) |       |         | Beach Sports Complex, Kasan Schiedsrichter: Cao Hongjun, Xu Jian |
| 26. Juli 2018 09:50 Uhr | Spielbericht         |       |         | Beach Sports Complex, Kasan Schiedsrichter: Cao Hongjun, Xu Jian |

| 26. Juli 2018 09:50 Uhr | Uruguay                       | 1 : 2 n. So. | Ungarn | Beach Sports Complex, Kasan Schiedsrichter: Khaled Al-Heel, Ali Al-Yazeedi |
| 26. Juli 2018 09:50 Uhr | (18 : 17), (12 : 20), (6 : 7) |              |        | Beach Sports Complex, Kasan Schiedsrichter: Khaled Al-Heel, Ali Al-Yazeedi |
| 26. Juli 2018 09:50 Uhr | Spielbericht                  |              |        | Beach Sports Complex, Kasan Schiedsrichter: Khaled Al-Heel, Ali Al-Yazeedi |

| 26. Juli 2018 09:50 Uhr | Iran                | 0 : 2 | Spanien | Beach Sports Complex, Kasan Schiedsrichter: Pablo Martínez, Luiz Monico |
| 26. Juli 2018 09:50 Uhr | (16 : 22), (6 : 15) |       |         | Beach Sports Complex, Kasan Schiedsrichter: Pablo Martínez, Luiz Monico |
| 26. Juli 2018 09:50 Uhr | Spielbericht        |       |         | Beach Sports Complex, Kasan Schiedsrichter: Pablo Martínez, Luiz Monico |

| 26. Juli 2018 14:50 Uhr | Uruguay              | 0 : 2 | Spanien | Beach Sports Complex, Kasan Schiedsrichter: Michail Mertinian, Evangelos Syrepisios |
| 26. Juli 2018 14:50 Uhr | (17 : 21), (14 : 24) |       |         | Beach Sports Complex, Kasan Schiedsrichter: Michail Mertinian, Evangelos Syrepisios |
| 26. Juli 2018 14:50 Uhr | Spielbericht         |       |         | Beach Sports Complex, Kasan Schiedsrichter: Michail Mertinian, Evangelos Syrepisios |

| 26. Juli 2018 14:50 Uhr | Kroatien             | 2 : 0 | Ungarn | Beach Sports Complex, Kasan Schiedsrichter: Wanderson Oliveira, Fabiano Carvalho |
| 26. Juli 2018 14:50 Uhr | (25 : 18), (27 : 24) |       |        | Beach Sports Complex, Kasan Schiedsrichter: Wanderson Oliveira, Fabiano Carvalho |
| 26. Juli 2018 14:50 Uhr | Spielbericht         |       |        | Beach Sports Complex, Kasan Schiedsrichter: Wanderson Oliveira, Fabiano Carvalho |

| 26. Juli 2018 14:50 Uhr | Iran                 | 2 : 0 | Vietnam | Beach Sports Complex, Kasan Schiedsrichter: Khaled Al-Heel, Ali Al-Yazeedi |
| 26. Juli 2018 14:50 Uhr | (15 : 14), (18 : 10) |       |         | Beach Sports Complex, Kasan Schiedsrichter: Khaled Al-Heel, Ali Al-Yazeedi |
| 26. Juli 2018 14:50 Uhr | Spielbericht         |       |         | Beach Sports Complex, Kasan Schiedsrichter: Khaled Al-Heel, Ali Al-Yazeedi |

| 27. Juli 2018 15:50 Uhr | Kroatien                      | 2 : 1 n. So. | Spanien | Beach Sports Complex, Kasan Schiedsrichter: Khaled Al-Heel, Ali Al-Yazeedi |
| 27. Juli 2018 15:50 Uhr | (18 : 17), (19 : 26), (9 : 8) |              |         | Beach Sports Complex, Kasan Schiedsrichter: Khaled Al-Heel, Ali Al-Yazeedi |
| 27. Juli 2018 15:50 Uhr | Spielbericht                  |              |         | Beach Sports Complex, Kasan Schiedsrichter: Khaled Al-Heel, Ali Al-Yazeedi |

| 27. Juli 2018 15:50 Uhr | Uruguay              | 2 : 0 | Vietnam | Beach Sports Complex, Kasan Schiedsrichter: Wanderson Oliveira, Fabiano Carvalho |
| 27. Juli 2018 15:50 Uhr | (18 : 14), (16 : 15) |       |         | Beach Sports Complex, Kasan Schiedsrichter: Wanderson Oliveira, Fabiano Carvalho |
| 27. Juli 2018 15:50 Uhr | Spielbericht         |       |         | Beach Sports Complex, Kasan Schiedsrichter: Wanderson Oliveira, Fabiano Carvalho |

| 27. Juli 2018 15:50 Uhr | Iran                          | 1 : 2 n. So. | Ungarn | Beach Sports Complex, Kasan Schiedsrichter: Mohammed Drissi, Mohammed Ben Salah |
| 27. Juli 2018 15:50 Uhr | (14 : 12), (13 : 32), (4 : 5) |              |        | Beach Sports Complex, Kasan Schiedsrichter: Mohammed Drissi, Mohammed Ben Salah |
| 27. Juli 2018 15:50 Uhr | Spielbericht                  |              |        | Beach Sports Complex, Kasan Schiedsrichter: Mohammed Drissi, Mohammed Ben Salah |

### Gruppe II
| Platz | Team      | G | V | Pu | S+ | S- | SQ    | Pu+ | Pu- |
| ----- | --------- | - | - | -- | -- | -- | ----- | --- | --- |
| 1     | Schweden  | 4 | 1 | 8  | 8  | 4  | 2,000 | 192 | 188 |
| 2     | Russland  | 3 | 2 | 6  | 8  | 6  | 1,333 | 227 | 208 |
| 3     | Brasilien | 2 | 3 | 4  | 6  | 6  | 1,000 | 208 | 189 |
| 4     | Dänemark  | 2 | 3 | 4  | 5  | 7  | 0,714 | 182 | 192 |
| 5     | Katar     | 2 | 3 | 4  | 6  | 6  | 1,000 | 218 | 204 |
| 6     | Oman      | 2 | 3 | 4  | 4  | 8  | 0,500 | 161 | 207 |

| 26. Juli 2018 11:30 Uhr | Katar                | 0 : 2 | Brasilien | Beach Sports Complex, Kasan Schiedsrichter: Michail Mertinian, Evangelos Syrepisios |
| 26. Juli 2018 11:30 Uhr | (16 : 18), (18 : 23) |       |           | Beach Sports Complex, Kasan Schiedsrichter: Michail Mertinian, Evangelos Syrepisios |
| 26. Juli 2018 11:30 Uhr | Spielbericht         |       |           | Beach Sports Complex, Kasan Schiedsrichter: Michail Mertinian, Evangelos Syrepisios |

| 26. Juli 2018 11:30 Uhr | Dänemark                      | 1 : 2 n. So. | Russland | Beach Sports Complex, Kasan Schiedsrichter: Pablo Martínez, Luiz Monico |
| 26. Juli 2018 11:30 Uhr | (17 : 12), (21 : 28), (6 : 7) |              |          | Beach Sports Complex, Kasan Schiedsrichter: Pablo Martínez, Luiz Monico |
| 26. Juli 2018 11:30 Uhr | Spielbericht                  |              |          | Beach Sports Complex, Kasan Schiedsrichter: Pablo Martínez, Luiz Monico |

| 26. Juli 2018 11:30 Uhr | Oman                 | 0 : 2 | Schweden | Beach Sports Complex, Kasan Schiedsrichter: Mohammed Drissi, Mohammed Ben Salah |
| 26. Juli 2018 11:30 Uhr | (12 : 14), (14 : 26) |       |          | Beach Sports Complex, Kasan Schiedsrichter: Mohammed Drissi, Mohammed Ben Salah |
| 26. Juli 2018 11:30 Uhr | Spielbericht         |       |          | Beach Sports Complex, Kasan Schiedsrichter: Mohammed Drissi, Mohammed Ben Salah |

| 26. Juli 2018 16:30 Uhr | Oman                 | 0 : 2 | Brasilien | Beach Sports Complex, Kasan Schiedsrichter: Laura Buchón-Perea, Patricia del Valle-Encuentra |
| 26. Juli 2018 16:30 Uhr | (15 : 16), (14 : 24) |       |           | Beach Sports Complex, Kasan Schiedsrichter: Laura Buchón-Perea, Patricia del Valle-Encuentra |
| 26. Juli 2018 16:30 Uhr | Spielbericht         |       |           | Beach Sports Complex, Kasan Schiedsrichter: Laura Buchón-Perea, Patricia del Valle-Encuentra |

| 26. Juli 2018 16:30 Uhr | Dänemark             | 0 : 2 | Schweden | Beach Sports Complex, Kasan Schiedsrichter: Dávid Palkovits, Gabor Szilvási |
| 26. Juli 2018 16:30 Uhr | (10 : 12), (22 : 24) |       |          | Beach Sports Complex, Kasan Schiedsrichter: Dávid Palkovits, Gabor Szilvási |
| 26. Juli 2018 16:30 Uhr | Spielbericht         |       |          | Beach Sports Complex, Kasan Schiedsrichter: Dávid Palkovits, Gabor Szilvási |

| 26. Juli 2018 19:00 Uhr | Katar                           | 1 : 2 n. So. | Russland | Beach Sports Complex, Kasan Schiedsrichter: Dávid Palkovits, Gabor Szilvási |
| 26. Juli 2018 19:00 Uhr | (17 : 16), (16 : 19), (14 : 15) |              |          | Beach Sports Complex, Kasan Schiedsrichter: Dávid Palkovits, Gabor Szilvási |
| 26. Juli 2018 19:00 Uhr | Spielbericht                    |              |          | Beach Sports Complex, Kasan Schiedsrichter: Dávid Palkovits, Gabor Szilvási |

| 27. Juli 2018 16:40 Uhr | Katar                | 2 : 0 | Schweden | Beach Sports Complex, Kasan Schiedsrichter: Pablo Martínez, Luiz Monico |
| 27. Juli 2018 16:40 Uhr | (26 : 12), (18 : 16) |       |          | Beach Sports Complex, Kasan Schiedsrichter: Pablo Martínez, Luiz Monico |
| 27. Juli 2018 16:40 Uhr | Spielbericht         |       |          | Beach Sports Complex, Kasan Schiedsrichter: Pablo Martínez, Luiz Monico |

| 27. Juli 2018 16:40 Uhr | Dänemark                      | 2 : 1 n. So. | Brasilien | Beach Sports Complex, Kasan Schiedsrichter: Mohammed Drissi, Mohammed Ben Salah |
| 27. Juli 2018 16:40 Uhr | (10 : 20), (29 : 26), (7 : 6) |              |           | Beach Sports Complex, Kasan Schiedsrichter: Mohammed Drissi, Mohammed Ben Salah |
| 27. Juli 2018 16:40 Uhr | Spielbericht                  |              |           | Beach Sports Complex, Kasan Schiedsrichter: Mohammed Drissi, Mohammed Ben Salah |

| 27. Juli 2018 16:40 Uhr | Oman                            | 2 : 1 n. So. | Russland | Beach Sports Complex, Kasan Schiedsrichter: Michail Mertinian, Evangelos Syrepisios |
| 27. Juli 2018 16:40 Uhr | (12 : 24), (16 : 15), (11 : 10) |              |          | Beach Sports Complex, Kasan Schiedsrichter: Michail Mertinian, Evangelos Syrepisios |
| 27. Juli 2018 16:40 Uhr | Spielbericht                    |              |          | Beach Sports Complex, Kasan Schiedsrichter: Michail Mertinian, Evangelos Syrepisios |

## K.-o.-Phase
Spiele um den Titel
|  | Viertelfinals | Viertelfinals |           |   | Halbfinals     | Halbfinals     |  |  | Finale | Finale |
|  |               |               |           |   |                |                |  |  |        |        |
|  |               |               |           |   |                |                |  |  |        |        |
|  |               |               |           |   |                |                |  |  |        |        |
|  | Kroatien      | 2             |           |   |                |                |  |  |        |        |
|  | Kroatien      | 2             |           |   |                |                |  |  |        |        |
|  | Dänemark      | 1             |           |   |                |                |  |  |        |        |
|  | Dänemark      | 1             | Kroatien  | 2 |                |                |  |  |        |        |
|  |               |               | Kroatien  | 2 |                |                |  |  |        |        |
|  |               | Ungarn        | 0         |   |                |                |  |  |        |        |
|  | Russland      | Ungarn        | 0         | 0 |                |                |  |  |        |        |
|  | Russland      |               |           | 0 |                |                |  |  |        |        |
|  | Ungarn        | 2             |           |   |                |                |  |  |        |        |
|  | Ungarn        | 2             | Kroatien  | 0 |                |                |  |  |        |        |
|  |               |               | Kroatien  | 0 |                |                |  |  |        |        |
|  |               | Brasilien     | 2         |   |                |                |  |  |        |        |
|  | Spanien       | Brasilien     | 2         | 1 |                |                |  |  |        |        |
|  | Spanien       |               |           | 1 |                |                |  |  |        |        |
|  | Brasilien     | 2             |           |   |                |                |  |  |        |        |
|  | Brasilien     | 2             | Brasilien | 2 |                |                |  |  |        |        |
|  |               |               | Brasilien | 2 |                |                |  |  |        |        |
|  |               | Schweden      | 0         |   | Kleines Finale | Kleines Finale |  |  |        |        |
|  | Schweden      | Schweden      | 0         | 2 | Kleines Finale | Kleines Finale |  |  |        |        |
|  | Schweden      |               |           | 2 |                |                |  |  |        |        |
|  | Iran          | 0             |           |   |                |                |  |  |        |        |
|  | Iran          | 0             | Ungarn    | 2 |                |                |  |  |        |        |
|  |               |               |           |   |                |                |  |  |        |        |
|  | Schweden      | 0             |           |   |                |                |  |  |        |        |
|  | Schweden      | 0             |           |   |                |                |  |  |        |        |

Spiele um Rang fünf
|  | Platzierungsspiele Rang fünf bis acht | Platzierungsspiele Rang fünf bis acht |                       |   | Spiel um Platz fünf | Spiel um Platz fünf |
|  |                                       |                                       |                       |   |                     |                     |
|  |                                       |                                       |                       |   |                     |                     |
|  |                                       |                                       |                       |   |                     |                     |
|  | Dänemark                              | 1                                     |                       |   |                     |                     |
|  | Dänemark                              | 1                                     |                       |   |                     |                     |
|  | Russland                              | 2                                     |                       |   |                     |                     |
|  | Russland                              | 2                                     | Russland              | 0 |                     |                     |
|  |                                       |                                       | Russland              | 0 |                     |                     |
|  |                                       | Spanien                               | 2                     |   |                     |                     |
|  | Spanien                               | Spanien                               | 2                     | 2 |                     |                     |
|  | Spanien                               |                                       |                       | 2 |                     |                     |
|  | Iran                                  | 0                                     |                       |   |                     |                     |
|  | Iran                                  | 0                                     | Spiel um Platz sieben |   |                     |                     |
|  |                                       |                                       |                       |   |                     |                     |
|  |                                       |                                       |                       |   |                     |                     |
|  |                                       |                                       |                       |   |                     |                     |
|  | Dänemark                              | 2                                     |                       |   |                     |                     |
|  | Dänemark                              | 2                                     |                       |   |                     |                     |
|  | Iran                                  | 0                                     |                       |   |                     |                     |

Platzierungsspiele für die Plätze neun bis 16
|  | Platzierungsspiele Rang neun bis 16 | Platzierungsspiele Rang neun bis 16 |                    |   | Platzierungsspiele Rang neun bis 12 | Platzierungsspiele Rang neun bis 12 |  |  | Spiel um Platz neun | Spiel um Platz neun |
|  |                                     |                                     |                    |   |                                     |                                     |  |  |                     |                     |
|  |                                     |                                     |                    |   |                                     |                                     |  |  |                     |                     |
|  |                                     |                                     |                    |   |                                     |                                     |  |  |                     |                     |
|  | Katar                               | 2                                   |                    |   |                                     |                                     |  |  |                     |                     |
|  | Katar                               | 2                                   |                    |   |                                     |                                     |  |  |                     |                     |
|  | Neuseeland                          | 0                                   |                    |   |                                     |                                     |  |  |                     |                     |
|  | Neuseeland                          | 0                                   | Katar              | 2 |                                     |                                     |  |  |                     |                     |
|  |                                     |                                     | Katar              | 2 |                                     |                                     |  |  |                     |                     |
|  |                                     | Vereinigte Staaten                  | 0                  |   |                                     |                                     |  |  |                     |                     |
|  | Vietnam                             | Vereinigte Staaten                  | 0                  | 0 |                                     |                                     |  |  |                     |                     |
|  | Vietnam                             |                                     |                    | 0 |                                     |                                     |  |  |                     |                     |
|  | Vereinigte Staaten                  | 2                                   |                    |   |                                     |                                     |  |  |                     |                     |
|  | Vereinigte Staaten                  | 2                                   | Katar              | 2 |                                     |                                     |  |  |                     |                     |
|  |                                     |                                     | Katar              | 2 |                                     |                                     |  |  |                     |                     |
|  |                                     | Oman                                | 1                  |   |                                     |                                     |  |  |                     |                     |
|  | Uruguay                             | Oman                                | 1                  | 0 |                                     |                                     |  |  |                     |                     |
|  | Uruguay                             |                                     |                    | 0 |                                     |                                     |  |  |                     |                     |
|  | Argentinien                         | 2                                   |                    |   |                                     |                                     |  |  |                     |                     |
|  | Argentinien                         | 2                                   | Argentinien        | 0 |                                     |                                     |  |  |                     |                     |
|  |                                     |                                     | Argentinien        | 0 |                                     |                                     |  |  |                     |                     |
|  |                                     | Oman                                | 2                  |   | Spiel um Platz elf                  | Spiel um Platz elf                  |  |  |                     |                     |
|  | Oman                                | Oman                                | 2                  | 2 | Spiel um Platz elf                  | Spiel um Platz elf                  |  |  |                     |                     |
|  | Oman                                |                                     |                    | 2 |                                     |                                     |  |  |                     |                     |
|  | Australien                          | 1                                   |                    |   |                                     |                                     |  |  |                     |                     |
|  | Australien                          | 1                                   | Vereinigte Staaten | 1 |                                     |                                     |  |  |                     |                     |
|  |                                     |                                     |                    |   |                                     |                                     |  |  |                     |                     |
|  | Argentinien                         | 2                                   |                    |   |                                     |                                     |  |  |                     |                     |
|  | Argentinien                         | 2                                   |                    |   |                                     |                                     |  |  |                     |                     |

Platzierungsspiele für die Plätze 13 bis 16
|  | Platzierungsspiele Rang 13 bis 16 | Platzierungsspiele Rang 13 bis 16 |                   |   | Spiel um Platz 13 | Spiel um Platz 13 |
|  |                                   |                                   |                   |   |                   |                   |
|  |                                   |                                   |                   |   |                   |                   |
|  |                                   |                                   |                   |   |                   |                   |
|  | Neuseeland                        | 0                                 |                   |   |                   |                   |
|  | Neuseeland                        | 0                                 |                   |   |                   |                   |
|  | Vietnam                           | 2                                 |                   |   |                   |                   |
|  | Vietnam                           | 2                                 | Vietnam           | 0 |                   |                   |
|  |                                   |                                   | Vietnam           | 0 |                   |                   |
|  |                                   | Australien                        | 2                 |   |                   |                   |
|  | Uruguay                           | Australien                        | 2                 | 1 |                   |                   |
|  | Uruguay                           |                                   |                   | 1 |                   |                   |
|  | Australien                        | 2                                 |                   |   |                   |                   |
|  | Australien                        | 2                                 | Spiel um Platz 15 |   |                   |                   |
|  |                                   |                                   |                   |   |                   |                   |
|  |                                   |                                   |                   |   |                   |                   |
|  |                                   |                                   |                   |   |                   |                   |
|  | Neuseeland                        | 0                                 |                   |   |                   |                   |
|  | Neuseeland                        | 0                                 |                   |   |                   |                   |
|  | Uruguay                           | 2                                 |                   |   |                   |                   |

### Platzierungsspiele für die Plätze neun bis 16
| 28. Juli 2018 09:00 Uhr | Katar               | 2 : 0 | Neuseeland | Beach Sports Complex, Kasan Schiedsrichter: Ana Carina Barbosa, Nadia Machado |
| 28. Juli 2018 09:00 Uhr | (20 : 16), (20 : 8) |       |            | Beach Sports Complex, Kasan Schiedsrichter: Ana Carina Barbosa, Nadia Machado |
| 28. Juli 2018 09:00 Uhr | Spielbericht        |       |            | Beach Sports Complex, Kasan Schiedsrichter: Ana Carina Barbosa, Nadia Machado |

| 28. Juli 2018 10:40 Uhr | Vietnam              | 0 : 2 | Vereinigte Staaten | Beach Sports Complex, Kasan Schiedsrichter: Michail Mertinian, Evangelos Syrepisios |
| 28. Juli 2018 10:40 Uhr | (15 : 19), (22 : 23) |       |                    | Beach Sports Complex, Kasan Schiedsrichter: Michail Mertinian, Evangelos Syrepisios |
| 28. Juli 2018 10:40 Uhr | Spielbericht         |       |                    | Beach Sports Complex, Kasan Schiedsrichter: Michail Mertinian, Evangelos Syrepisios |

| 28. Juli 2018 11:30 Uhr | Uruguay              | 0 : 2 | Argentinien | Beach Sports Complex, Kasan Schiedsrichter: Dávid Palkovits, Gabor Szilvási |
| 28. Juli 2018 11:30 Uhr | (16 : 19), (22 : 23) |       |             | Beach Sports Complex, Kasan Schiedsrichter: Dávid Palkovits, Gabor Szilvási |
| 28. Juli 2018 11:30 Uhr | Spielbericht         |       |             | Beach Sports Complex, Kasan Schiedsrichter: Dávid Palkovits, Gabor Szilvási |

| 28. Juli 2018 11:30 Uhr | Oman                         | 2 : 1 n. So. | Australien | Beach Sports Complex, Kasan Schiedsrichter: Cao Hongjun, Xu Jian |
| 28. Juli 2018 11:30 Uhr | (21 : 14), (8 : 13), (8 : 4) |              |            | Beach Sports Complex, Kasan Schiedsrichter: Cao Hongjun, Xu Jian |
| 28. Juli 2018 11:30 Uhr | Spielbericht                 |              |            | Beach Sports Complex, Kasan Schiedsrichter: Cao Hongjun, Xu Jian |

### Viertelfinals
| 28. Juli 2018 09:00 Uhr | Iran                | 0 : 2 | Schweden | Beach Sports Complex, Kasan Schiedsrichter: Michail Mertinian, Evangelos Syrepisios |
| 28. Juli 2018 09:00 Uhr | (1 : 18), (14 : 15) |       |          | Beach Sports Complex, Kasan Schiedsrichter: Michail Mertinian, Evangelos Syrepisios |
| 28. Juli 2018 09:00 Uhr | Spielbericht        |       |          | Beach Sports Complex, Kasan Schiedsrichter: Michail Mertinian, Evangelos Syrepisios |

| 28. Juli 2018 09:00 Uhr | Spanien                         | 1 : 2 n. So. | Brasilien | Beach Sports Complex, Kasan Schiedsrichter: Dávid Palkovits, Gabor Szilvási |
| 28. Juli 2018 09:00 Uhr | (18 : 25), (22 : 21), (14 : 16) |              |           | Beach Sports Complex, Kasan Schiedsrichter: Dávid Palkovits, Gabor Szilvási |
| 28. Juli 2018 09:00 Uhr | Spielbericht                    |              |           | Beach Sports Complex, Kasan Schiedsrichter: Dávid Palkovits, Gabor Szilvási |

| 28. Juli 2018 10:40 Uhr | Kroatien                      | 2 : 1 n. So. | Dänemark | Beach Sports Complex, Kasan Schiedsrichter: Laura Buchón-Perea, Patricia del Valle-Encuentra |
| 28. Juli 2018 10:40 Uhr | (25 : 22), (17 : 24), (8 : 6) |              |          | Beach Sports Complex, Kasan Schiedsrichter: Laura Buchón-Perea, Patricia del Valle-Encuentra |
| 28. Juli 2018 10:40 Uhr | Spielbericht                  |              |          | Beach Sports Complex, Kasan Schiedsrichter: Laura Buchón-Perea, Patricia del Valle-Encuentra |

| 28. Juli 2018 11:30 Uhr | Ungarn               | 0 : 2 | Russland | Beach Sports Complex, Kasan Schiedsrichter: Khaled Al-Heel, Ali Al-Yazeedi |
| 28. Juli 2018 11:30 Uhr | (21 : 20), (21 : 14) |       |          | Beach Sports Complex, Kasan Schiedsrichter: Khaled Al-Heel, Ali Al-Yazeedi |
| 28. Juli 2018 11:30 Uhr | Spielbericht         |       |          | Beach Sports Complex, Kasan Schiedsrichter: Khaled Al-Heel, Ali Al-Yazeedi |

### Platzierungsspiele für die Plätze 13 bis 16
| 28. Juli 2018 14:10 Uhr | Neuseeland          | 0 : 2 | Vietnam | Beach Sports Complex, Kasan Schiedsrichter: Pablo Martínez, Luiz Monico |
| 28. Juli 2018 14:10 Uhr | (14 : 16), (8 : 15) |       |         | Beach Sports Complex, Kasan Schiedsrichter: Pablo Martínez, Luiz Monico |
| 28. Juli 2018 14:10 Uhr | Spielbericht        |       |         | Beach Sports Complex, Kasan Schiedsrichter: Pablo Martínez, Luiz Monico |

| 28. Juli 2018 15:50 Uhr | Uruguay                       | 1 : 2 n. So. | Australien | Beach Sports Complex, Kasan Schiedsrichter: Mohammed Drissi, Mohammed Ben Salah |
| 28. Juli 2018 15:50 Uhr | (22 : 16), (12 : 16), (6 : 9) |              |            | Beach Sports Complex, Kasan Schiedsrichter: Mohammed Drissi, Mohammed Ben Salah |
| 28. Juli 2018 15:50 Uhr | Spielbericht                  |              |            | Beach Sports Complex, Kasan Schiedsrichter: Mohammed Drissi, Mohammed Ben Salah |

### Platzierungsspiele für die Plätze neun bis 12
| 28. Juli 2018 14:10 Uhr | Katar                | 2 : 0 | Vereinigte Staaten | Beach Sports Complex, Kasan Schiedsrichter: Cao Hongjun, Xu Jian |
| 28. Juli 2018 14:10 Uhr | (26 : 14), (19 : 18) |       |                    | Beach Sports Complex, Kasan Schiedsrichter: Cao Hongjun, Xu Jian |
| 28. Juli 2018 14:10 Uhr | Spielbericht         |       |                    | Beach Sports Complex, Kasan Schiedsrichter: Cao Hongjun, Xu Jian |

| 28. Juli 2018 15:50 Uhr | Argentinien          | 0 : 2 | Oman | Beach Sports Complex, Kasan Schiedsrichter: Ana Carina Barbosa, Nadia Machado |
| 28. Juli 2018 15:50 Uhr | (15 : 22), (16 : 22) |       |      | Beach Sports Complex, Kasan Schiedsrichter: Ana Carina Barbosa, Nadia Machado |
| 28. Juli 2018 15:50 Uhr | Spielbericht         |       |      | Beach Sports Complex, Kasan Schiedsrichter: Ana Carina Barbosa, Nadia Machado |

### Platzierungsspiele für die Plätze fünf bis acht
| 28. Juli 2018 14:10 Uhr | Iran                | 0 : 2 | Spanien | Beach Sports Complex, Kasan Schiedsrichter: Wanderson Oliveira, Fabiano Carvalho |
| 28. Juli 2018 14:10 Uhr | (9 : 18), (12 : 20) |       |         | Beach Sports Complex, Kasan Schiedsrichter: Wanderson Oliveira, Fabiano Carvalho |
| 28. Juli 2018 14:10 Uhr | Spielbericht        |       |         | Beach Sports Complex, Kasan Schiedsrichter: Wanderson Oliveira, Fabiano Carvalho |

| 28. Juli 2018 15:50 Uhr | Dänemark                      | 1 : 2 n. So. | Russland | Beach Sports Complex, Kasan Schiedsrichter: Dávid Palkovits, Gabor Szilvási |
| 28. Juli 2018 15:50 Uhr | (18 : 24), (23 : 22), (6 : 7) |              |          | Beach Sports Complex, Kasan Schiedsrichter: Dávid Palkovits, Gabor Szilvási |
| 28. Juli 2018 15:50 Uhr | Spielbericht                  |              |          | Beach Sports Complex, Kasan Schiedsrichter: Dávid Palkovits, Gabor Szilvási |

### Halbfinals
| 28. Juli 2018 17:30 Uhr | Schweden             | 0 : 2 | Brasilien | Beach Sports Complex, Kasan Schiedsrichter: Mohammed Drissi, Mohammed Ben Salah |
| 28. Juli 2018 17:30 Uhr | (14 : 17), (12 : 20) |       |           | Beach Sports Complex, Kasan Schiedsrichter: Mohammed Drissi, Mohammed Ben Salah |
| 28. Juli 2018 17:30 Uhr | Spielbericht         |       |           | Beach Sports Complex, Kasan Schiedsrichter: Mohammed Drissi, Mohammed Ben Salah |

| 28. Juli 2018 19:10 Uhr | Kroatien             | 2 : 0 | Ungarn | Beach Sports Complex, Kasan Schiedsrichter: Wanderson Oliveira, Fabiano Carvalho |
| 28. Juli 2018 19:10 Uhr | (26 : 18), (28 : 22) |       |        | Beach Sports Complex, Kasan Schiedsrichter: Wanderson Oliveira, Fabiano Carvalho |
| 28. Juli 2018 19:10 Uhr | Spielbericht         |       |        | Beach Sports Complex, Kasan Schiedsrichter: Wanderson Oliveira, Fabiano Carvalho |

### Spiel um Platz 15
| 29. Juli 2018 09:00 Uhr | Neuseeland           | 0 : 2 | Uruguay | Beach Sports Complex, Kasan Schiedsrichter: Wanderson Oliveira, Fabiano Carvalho |
| 29. Juli 2018 09:00 Uhr | (18 : 21), (20 : 23) |       |         | Beach Sports Complex, Kasan Schiedsrichter: Wanderson Oliveira, Fabiano Carvalho |
| 29. Juli 2018 09:00 Uhr | Spielbericht         |       |         | Beach Sports Complex, Kasan Schiedsrichter: Wanderson Oliveira, Fabiano Carvalho |

### Spiel um Platz 13
| 29. Juli 2018 10:40 Uhr | Vietnam              | 0 : 2 | Australien | Beach Sports Complex, Kasan Schiedsrichter: Mohammed Drissi, Mohammed Ben Salah |
| 29. Juli 2018 10:40 Uhr | (12 : 16), (10 : 20) |       |            | Beach Sports Complex, Kasan Schiedsrichter: Mohammed Drissi, Mohammed Ben Salah |
| 29. Juli 2018 10:40 Uhr | Spielbericht         |       |            | Beach Sports Complex, Kasan Schiedsrichter: Mohammed Drissi, Mohammed Ben Salah |

### Spiel um Platz elf
| 29. Juli 2018 09:00 Uhr | Vereinigte Staaten            | 1 : 2 n. So. | Argentinien | Beach Sports Complex, Kasan Schiedsrichter: Khaled Al-Heel, Ali Al-Yazeedi |
| 29. Juli 2018 09:00 Uhr | (24 : 16), (18 : 22), (4 : 7) |              |             | Beach Sports Complex, Kasan Schiedsrichter: Khaled Al-Heel, Ali Al-Yazeedi |
| 29. Juli 2018 09:00 Uhr | Spielbericht                  |              |             | Beach Sports Complex, Kasan Schiedsrichter: Khaled Al-Heel, Ali Al-Yazeedi |

### Siel um Platz neun
| 29. Juli 2018 10:40 Uhr | Katar                         | 2 : 1 n. So. | Oman | Beach Sports Complex, Kasan Schiedsrichter: Dávid Palkovits, Gabor Szilvási |
| 29. Juli 2018 10:40 Uhr | (18 : 10), (11 : 12), (9 : 6) |              |      | Beach Sports Complex, Kasan Schiedsrichter: Dávid Palkovits, Gabor Szilvási |
| 29. Juli 2018 10:40 Uhr | Spielbericht                  |              |      | Beach Sports Complex, Kasan Schiedsrichter: Dávid Palkovits, Gabor Szilvási |

### Spiel um Platz sieben
| 29. Juli 2018 09:00 Uhr | Dänemark             | 2 : 0 | Iran | Beach Sports Complex, Kasan Schiedsrichter: Mohammed Drissi, Mohammed Ben Salah |
| 29. Juli 2018 09:00 Uhr | (14 : 12), (20 : 23) |       |      | Beach Sports Complex, Kasan Schiedsrichter: Mohammed Drissi, Mohammed Ben Salah |
| 29. Juli 2018 09:00 Uhr | Spielbericht         |       |      | Beach Sports Complex, Kasan Schiedsrichter: Mohammed Drissi, Mohammed Ben Salah |

### Spiel um Platz fünf
| 29. Juli 2018 10:40 Uhr | Russland             | 0 : 2 | Spanien | Beach Sports Complex, Kasan Schiedsrichter: Wanderson Oliveira, Fabiano Carvalho |
| 29. Juli 2018 10:40 Uhr | (14 : 23), (22 : 23) |       |         | Beach Sports Complex, Kasan Schiedsrichter: Wanderson Oliveira, Fabiano Carvalho |
| 29. Juli 2018 10:40 Uhr | Spielbericht         |       |         | Beach Sports Complex, Kasan Schiedsrichter: Wanderson Oliveira, Fabiano Carvalho |

### Spiel um Bronze
| 29. Juli 2018 16:00 Uhr | Schweden             | 0 : 2 | Ungarn | Beach Sports Complex, Kasan Schiedsrichter: Michail Mertinian, Evangelos Syrepisios |
| 29. Juli 2018 16:00 Uhr | (12 : 18), (16 : 17) |       |        | Beach Sports Complex, Kasan Schiedsrichter: Michail Mertinian, Evangelos Syrepisios |
| 29. Juli 2018 16:00 Uhr | Spielbericht         |       |        | Beach Sports Complex, Kasan Schiedsrichter: Michail Mertinian, Evangelos Syrepisios |

### Finale
| 29. Juli 2018 18:00 Uhr | Brasilien            | 2 : 0 | Kroatien | Beach Sports Complex, Kasan Schiedsrichter: Khaled Al-Heel, Ali Al-Yazeedi |
| 29. Juli 2018 18:00 Uhr | (19 : 18), (22 : 20) |       |          | Beach Sports Complex, Kasan Schiedsrichter: Khaled Al-Heel, Ali Al-Yazeedi |
| 29. Juli 2018 18:00 Uhr | Spielbericht         |       |          | Beach Sports Complex, Kasan Schiedsrichter: Khaled Al-Heel, Ali Al-Yazeedi |

## Endstand
| Rang | Team               |
| ---- | ------------------ |
| 01   | Brasilien          |
| 02   | Kroatien           |
| 03   | Ungarn             |
| 04   | Schweden           |
| 05   | Spanien            |
| 06   | Russland           |
| 07   | Dänemark           |
| 08   | Iran               |
| 09   | Katar              |
| 10   | Oman               |
| 11   | Argentinien        |
| 12   | Vereinigte Staaten |
| 13   | Australien         |
| 14   | Vietnam            |
| 15   | Uruguay            |
| 16   | Neuseeland         |

## Auszeichnungen
Wertvollster Spieler (MVP)
- Brasilien Bruno Oliveira

Topergebnisr
- Dänemark Martin Andersen (149 Punkte)

All-star team
- Torhüter:  Katar Mohamed Abidi
- Rechter Flügel:  Kroatien Lucijan Bura
- Linker Flügel:  Kroatien Ivan Jurić
- Pivot:  Ungarn Attila Kun
- Defensivspieler:  Brasilien Thiago Barcellos
- Specialist:  Brasilien Bruno Oliveira

Fairplay-Preis
- Australien